# LZ 46

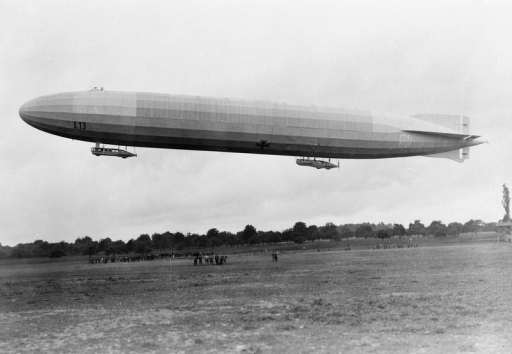
Das baugleiche Marine-Luftschiff L13

Der Zeppelin LZ 46 war das 46. Luftschiff des Grafen Zeppelin und das vierzehnte Luftschiff der Kaiserlichen Marine (taktische Nummer L 14). Er gehörte zur Baureihe „P“ der Zeppelin-Militärluftschiffe.

## Geschichte
L14 gilt als das erfolgreichste Marine-Luftschiff.
Es fuhr 17 Bombenangriffe auf England und 42 Aufklärungsfahrten. L14 warf 22.045 kg Bomben auf Ziele in England. Seine Hauptstandorte waren Nordholz und Hage.
Zusammen mit seinen Schwesterschiffe L11, L13 und L16 waren die Schiffe dieser Klasse aus militärischer Sicht erfolgreichsten Luftschiffe. Zusammen führten diese vier Schiffe 162 Aufklärungs- sowie 56 Angriffsfahrten durch und brachten dabei 17 % der insgesamt von Luftschiffen abgeworfenen Bomben (ca. 75 t) zum Abwurf. Insgesamt brachten es Schiffe der P-Klasse auf 38 % der Gesamttonnage im Ersten Weltkrieg. Solche Erfolge konnten nur noch die ersten beiden Schiffe der neuen R-Klasse verbuchen.
Seinen ersten Bombeneinsatz fuhr L14 am 17. August 1915. Beim Geschwaderangriff in der Nacht vom 8. auf den 9. September 1915 (siehe L13) auf London verfehlte L14 das Ziel und warf seine Bomben stattdessen auf Norwich. Weitere Ziele waren Derby, Hull und Thameshaven und wieder London. Zweimal fuhr L14 auch über dem Firth of Forth, um dort die britische Flotte anzugreifen.

## Verbleib

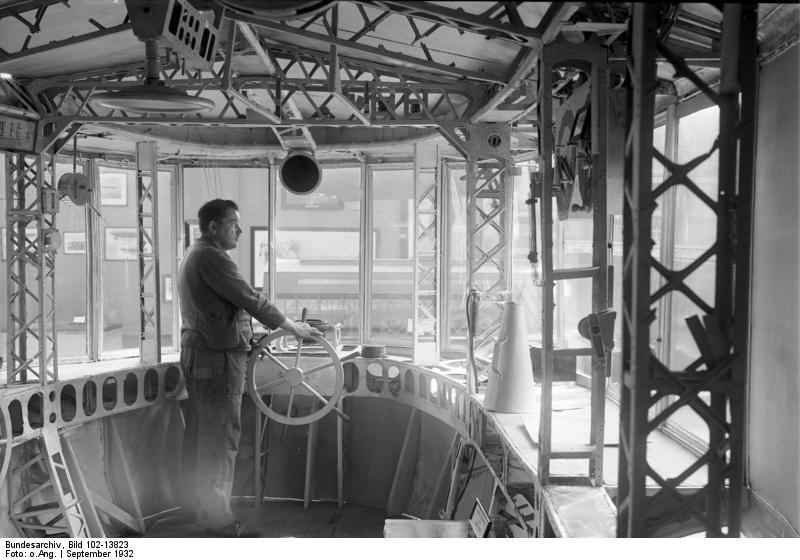
Original-Gondel von L14 im Luftfahrt-Museum Berlin-Johannisthal (Foto von 1932)

Als das Luftschiff veraltet war, stellte man LZ 46 / L14  außer Dienst und hängte ihn in seiner Halle in Nordholz auf.
Am 23. Juni 1919, zwei Tage nach der Selbstversenkung der deutschen Hochseeflotte, zerstörte seine Besatzung L14 durch Bruch der Aufhängevorrichtung.

## Technische Daten
- Traggasvolumen: 31.900 m³ Wasserstoff
- Länge: 163,00 m
- Durchmesser: 18,70 m
- Nutzlast: 16,2 t
- Antrieb: vier Maybach-Motoren von je 210 PS (154 kW)
- Geschwindigkeit: 26,7 m/s